# 波照間港

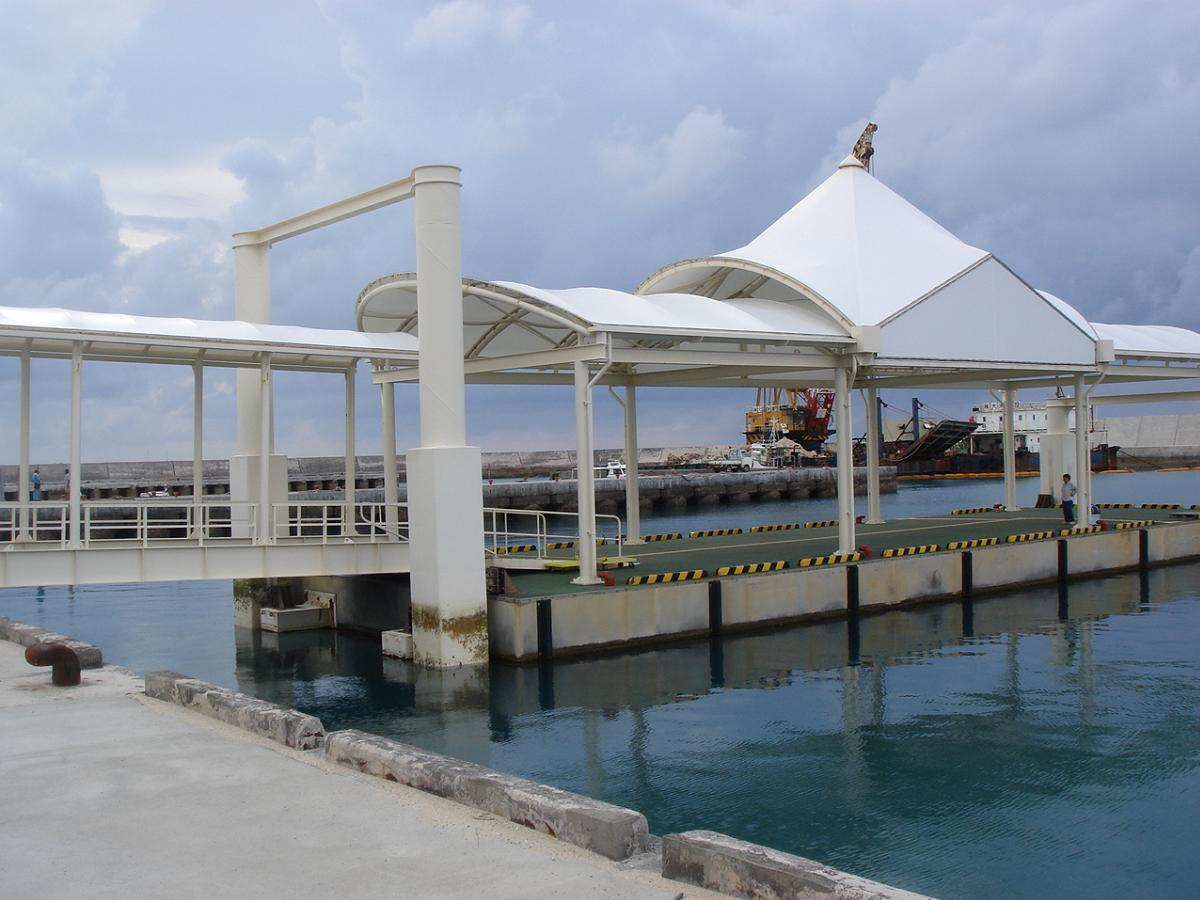
波照間港の浮桟橋

波照間港（はてるまこう）または波照間漁港（はてるまぎょこう）は、沖縄県八重山郡竹富町の波照間島にある港湾（第4種漁港）である。管理者は沖縄県農林水産部八重山農林水産振興センター農林水産整備課漁港水産班。管理委託先は八重山漁業協同組合。
波照間島の北西部に位置する。定期航路が開設されている港として、また、漁港として日本最南端に位置する。本港には漁船のみならず旅客船も発着する。

## 沿革
かつては波照間海運が石垣港との間で旅客船（高速船）および貨客船を定期運航し、安栄観光が旅客船（高速船）を不定期運航扱いで運航していた。しかし、2011年（平成23年）1月1日に安栄観光が許可を得て不定期運航から定期運航に変更。その結果、2社が定期航路を運航することになった波照間航路は離島航路補助事業の対象外となり、補助を打ち切られた波照間海運は2012年（平成24年）までに旅客船及び貨客船を運休した。その後、安栄観光は波照間海運の貨客船「フェリーはてるま」を引き継ぎ、旅客船（高速船）及び貨客船を運航している。
波照間海運の休航後は安栄観光のみが定期航路を運航してきたが、八重山観光フェリーが2018年（平成30年）8月から新造船による波照間航路参入を検討しており、不定期航路は国や県に申請中で許可が下り次第運航開始、定期航路は慎重かつ前向きに検討中である。

### 年表
- 大正時代 - 全長87 m, 幅員3.5 mの桟橋が建造される[8]。
- 1936年（昭和11年）2月25日 - 石垣航路の波照間丸が石垣港桟橋近くで旧桟橋石材に衝突して船底を損傷し、沈没[8]。
- 1959年（昭和34年） - 石垣航路の福吉丸が台風18号のため波照間港で大破、沈没[8]。
- 1961年（昭和36年）
  - 石垣航路に八島丸が就航[8]。
  - 台風20号により桟橋が全壊[8]。
- 1964年（昭和39年） - 桟橋復旧工事が完工。全長 約70 m, 幅員3-10 mとなる[8]。
- 1966年（昭和41年）7月5日 - 第4種漁港に指定[8]。
- 1969年（昭和44年）5月 - 突堤（延長25 m, 幅員7 m）が完成[8]。
- 1972年（昭和47年）12月 - 波照間海運が個人事業者から航路を継承して運航を開始[6]。
- 1973年（昭和48年）10月 - 波照間海運の貨客船「第八新栄丸」が就航[8]。
- 1981年（昭和56年） - 2月に波照間漁港の整備が完了し、7月21日に開港式が挙行される[8]。
- 1989年（平成元年） - 安栄観光が旅客船の不定期運航を開始[6]。
- 1990年（平成2年）6月1日 - 波照間海運の貨客船「フェリーはてるま」が就航[8][6]。
- 1994年（平成6年）3月 - 旅客ターミナル完成、供用開始[8][9]。
- 1996年（平成8年）5月 - 波照間海運の旅客船（高速船）「ニューはてるま」が就航[8][6]。
- 2010年（平成22年）8月22日 - 波照間海運の大型双胴旅客船「ぱいぱてぃろーま」が就航[6]。
- 2011年（平成23年）
  - 1月1日 - 安栄観光が旅客船の定期運航を開始[6]。
  - 12月11日 - 波照間海運の貨客船「フェリーはてるま」、旅客船「ぱいぱてぃろーま」が運休[6]。
  - 12月24日 - 貨客船「フェリーはてるま」が臨時運航を再開[10]。
- 2012年（平成24年）
  - 6月 - 貨客船「フェリーはてるま」が再度運休[11]。
  - 10月 - 安栄観光により貨客船「フェリーはてるま」が運航再開[11]。
- 2013年（平成25年）4月18日 - NPO法人すむづれの会が旅客ターミナル内に売店を出店[12]。
- 2017年（平成29年）10月8日 - 安栄観光の大型双胴旅客船「ぱいじま2」が就航。
- 2019年（令和元年）7月31日 - 「フェリーはてるま2」就航。

## 施設
- 係留施設[13]
  - 船揚場 - 35 m
  - 1号岸壁 (- 3.0 m) - 20 m
  - 2号岸壁 (- 3.0 m) - 115.7 m
  - 3号岸壁 (- 3.0 m) - 104.5 m
  - 4号岸壁 (- 3.0 m) - 80.1 m
  - 5号岸壁 (- 5.0 m) - 159.6 m
  - 浮桟橋 - 1基
- 旅客待合所[9]

2017年10月に就航した「ぱいじま2」は、大型のため現在の浮桟橋を利用できず、岸壁に直接接岸している。このため、竹富町は2022年を目途に新たな浮桟橋を整備する方針である。また、当面は岸壁の路面舗装や簡易テントの設置により利用性の向上を図る予定。

## 定期航路
安栄観光の旅客船（高速船）および貨客船（フェリー）が石垣島の石垣港との間の定期航路に就航しているほか、同社の高速船が西表島東部にある大原港（仲間港）との間に不定期に就航している。かつては波照間海運も旅客船（高速船）及び貨客船（フェリー）を運航していたが、2012年までに運休した。
- 高速船（旅客船）
  - - 石垣港（石垣島）
    - 夏季4便・冬季3便。片道3,150円（2020年9月現在）[15]。
    - 黒島付近で石西礁湖から外洋に出るため、波浪が高く、揺れが激しくなる。このため、冬季を中心に欠航率が50％を超えることも少なくない。2015年度の欠航率は下記のとおり[16]。
    - 2017年（平成29年）10月8日に旅客定員210名、284tの大型双胴客船「ぱいじま2」が就航しており、就航率を10%程度改善することが期待されている。一方、所要時間は従来の約60分から約80分に長くなる[17][18][19][20]上、実際には90-120分程度での運航が常態化している[21]。

  - - 大原港（仲間港）（西表島）
    - 不定期運航で、予約が必要[22]。

| 年月   | 2015年 4月 | 5月   | 6月   | 7月 | 8月   | 9月 | 10月 | 11月  | 12月  | 2016年 1月 | 2月   | 3月 |
| 欠航率 | 13.3%      | 13.7% | 41.7% | 50% | 26.6% | 10% | 29%  | 21.1% | 50.5% | 53.8%      | 56.3% | 20% |

- 貨客船（フェリー）
  - - 石垣港（石垣島）
    - 毎火曜日、木曜日、土曜日、第2・第4金曜日に各1日1便運航[23]。片道 1,570円（2020年9月現在）[23]。
    - 高速船が高波で運休する場合も、貨客船は運航できることが多いが、旅客定員が52名[24]のため、切符が発売後すぐに売り切れることもある。
    - 貨客船「フェリーはてるま2」で運航。以前は、かつて波照間海運が運航していた「フェリーはてるま」を、2012年の同社の波照間航路休止後、安栄観光が受け継いで運航していた[11]。「フェリーはてるま」は老朽化のため、2019年に「フェリーはてるま2」に置き換えられた[25]。